# Obraz Matki Boskiej Piekarskiej
Obraz Matki Bożej Piekarskiej – obraz autorstwa Karola Zipsera znajdujący się w sanktuarium w Piekarach Śląskich. Przedstawia Matkę Bożą z Dzieciątkiem Jezus. Otoczony jest kultem religijnym wśród górników, hutników oraz Ślązaków.

## Historia

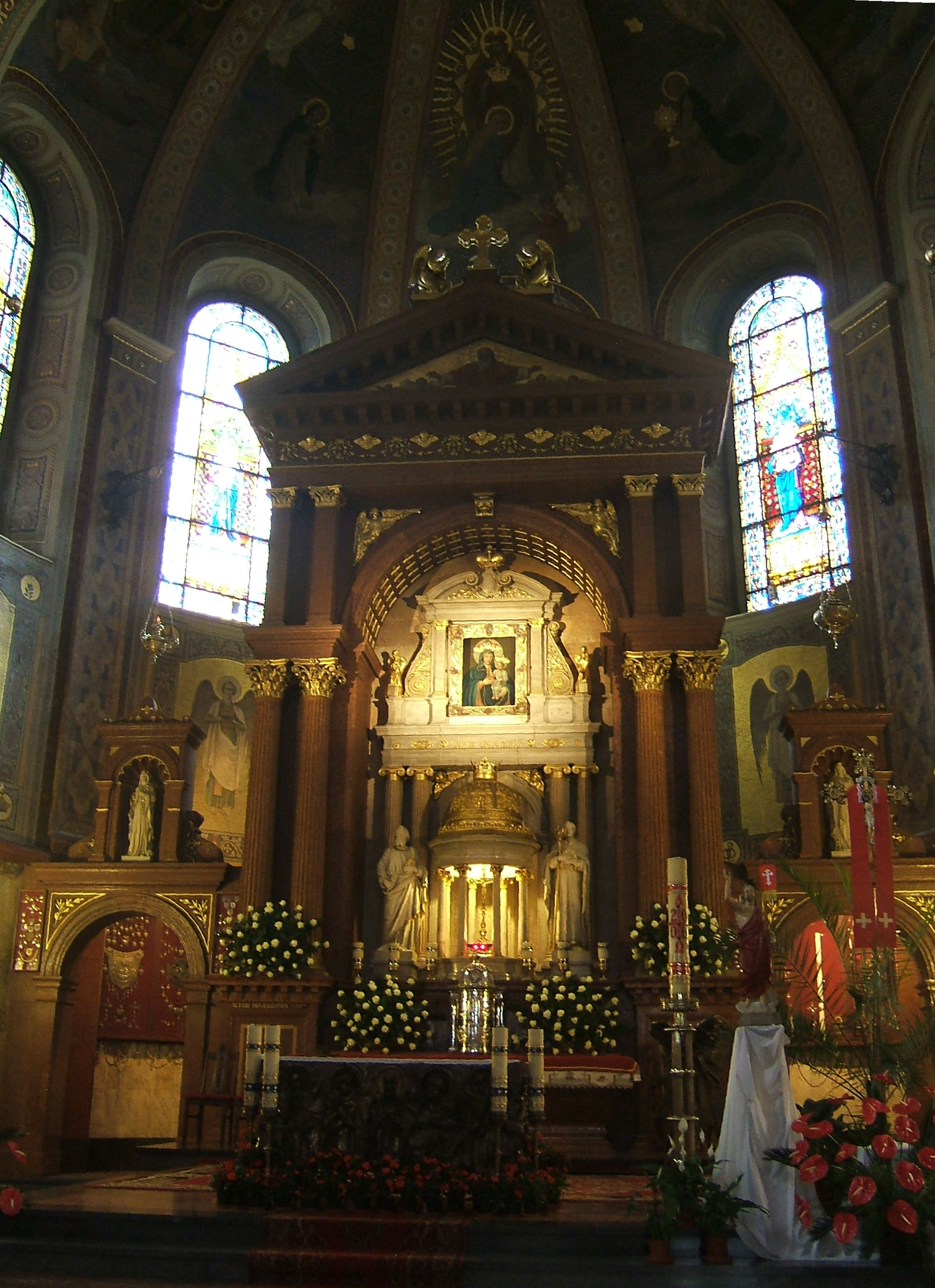
Obraz Matki Bożej w ołtarzu głównym

Od 1313 roku w bocznym ołtarzu mieścił się wizerunek Maryi Panny nieznanego autora i fundatora. Historia kultu obrazu sięga początku XVII wieku. Ludność miejscowa coraz częściej gromadziła się przed obrazem, by oddawać cześć Matce Bożej. Według relacji ks. Jakuba Roczkowskiego (proboszcza parafii piekarskiej w latach 1659–1679) po przeniesieniu jej wizerunku w 1659 roku do ołtarza głównego, miały miejsce liczne uzdrowienia.
W 1676 roku w Tarnowskich Górach wybuchła zaraza, której ustąpienie przypisuje się modlitwom pielgrzymów przed Matką Bożą. Była to pierwsza tzw. pielgrzymka „ślubowana”, kiedy mieszkańcy miasta podjęli zobowiązanie, że co roku w niedzielę po 2 lipca, tzn. po święcie Nawiedzenia NMP, odbywać się będzie pielgrzymka, jako podziękowanie za otrzymane łaski.
W 1680 roku wybuchła następna zaraza, w Pradze, dlatego cesarz austriacki Leopold I Habsburg zwrócił się z prośbą o przywiezienie tam obrazu. 15 marca 1680 roku w uroczystej procesji przeniesiono go ulicami Pragi po czym zaraza ustąpiła, a arcybiskup praski Jan Fryderyk Waldstein potwierdził urzędowo cudowność obrazu. W drodze powrotnej obraz zatrzymał się w miejscowości Hradec Králové, gdzie ludzie również cierpieli na skutek zarazy. Rok później miasto w dowód wdzięczności ofiarowało Piekarom obraz wotywny.
20 sierpnia 1683 roku król Jan III Sobieski wraz z królową Marią Kazimierą (Marie Casimire Louise de La Grande d'Arquien), królewiczem Jakubem i dworem, odbył pielgrzymkę do sanktuarium Matki Boskiej w Piekarach. Dostojnych gości powitał biciem w dzwony i procesją superior zakonu jezuitów, ojciec Jerzy Bellman. Podczas nabożeństwa w Piekarach nie było na miejscu cudownego obrazu, tylko jego kopia, gdyż oryginał został wywieziony 25 lipca przez ojca superiora do Opola, obawiając się napadu Tatarów krymskich, oraz protestanckich powstańców węgierskich (kurucy) księcia Emeryka Thököly (Imre Thököly). Po wysłuchaniu mszy, król Jan III Sobieski, ruszył z wojskiem polskim przez Tarnowskie Góry na odsiecz Wiednia, gdzie stoczył zwycięską bitwę z wojskami wezyra Kary Mustafy 12 września 1683 r.
W 1702 roku ze względu na bezpieczeństwo dzieła, które zagrożone było z powodu walk religijnych, obraz Matki Bożej wywieziono do Opola. Pierwotnie wisiał w kościele Świętej Trójcy. W XIX w. przeniesiono go do kaplicy klasztoru dominikanów służącej nabożeństwom szkolnym. Tam ikona przez długi czas nie była otoczona szczególną czcią i nie przyciągała pielgrzymek. Obecnie obraz znajduje się w kościele katedralnym Świętego Krzyża jako Obraz Matki Boskiej Opolskiej. Natomiast do Piekar, mimo iż w kościele znajdowała się tylko replika obrazu, przybywały pielgrzymki, co jeden z ówczesnych księży (o. Jerzy Bellman) skwitował słowami: Nie pędzel tu mocen, ni praca człowieka, ni drzewo, ni płótno, jeno Duch Boży, który sobie to miejsce i ten lud upodobał.
W 2014 odbyła się peregrynacja obrazu z okazji uroczystości powierzenia patronatu nad miastem Piekary Śląskie Matce Bożej.
W 2019 roku odkryto, że obraz jest o 100 lat młodszy, niż przypuszczano, a jego autorem jest malarz Karol Zipser. Do roku 2019 sądzono, że Karol Zipser jedynie dokonał renowacji obrazu nieznanego artysty.

## Obraz

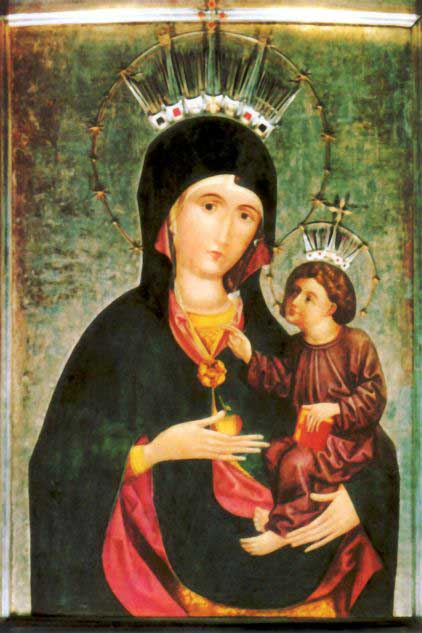
Matka Boska Opolska – oryginał obrazu

W ołtarzu piekarskiej bazyliki znajduje się obraz Matki Boskiej Piekarskiej. Oryginalną wersja obrazu znajduje się jednak w Opolu, a obecny obraz ma wymiary 99 × 77 cm. Układ ma taki sam jak oryginał - Maryja trzyma Dzieciątko w lewej ręce, a w prawej jabłko. Brak na obrazie widocznej w pierwowzorze bizantyjskiej surowości formy. Niewiele pozostało też z cech gotyckich: dłonie i palce zostały skrócone, fałdy szat nabrały płynności, przekształcono rysy twarzy i stonowano kolory. Namalowany pod koniec XVII wieku obraz początkowo odgrywał rolę kopii, po wywiezieniu oryginału sam zajął z czasem jego miejsce i zasłynął licznymi łaskami. 15 sierpnia 1925 roku obraz Madonny Piekarskiej został koronowany przez nuncjusza papieskiego Wawrzyńca Lauri, a korony podarował i poświęcił papież Pius XI. Podczas II wojny światowej w nocy z 7 na 8 grudnia 1940 roku nieznani sprawcy ukradli z obrazu papieskie korony. Do dziś nie wiadomo, czy była to prowokacja ze strony władz niemieckich, czy po prostu zwykły rabunek. Pierwszej rekoronacji dokonano w 1965 roku. Kolejna profanacja miała miejsce w nocy z dnia 29 lutego na 1 marca 1984 roku. W kościele trwały wówczas prace konserwatorskie polegające m.in. na wymianie witraży. Okoliczności remontowe kościoła ułatwiły ponowny rabunek koron. Dnia 15 września 1985 roku biskup Herbert Bednorz dokonał drugiej rekoronacji cudownego obrazu, natomiast biskup Damian Zimoń odmówił akt zawierzenia diecezji katowickiej Pani Piekarskiej. Od tej pory Matka Boska Piekarska jest główną patronką archidiecezji katowickiej.

## Największe cuda za wstawiennictwem Matki Boskiej Piekarskiej
- 1676 – ustąpienie zarazy w Tarnowskich Górach po modlitwie pielgrzymów z miasta pod obrazem[5]
- 1680 – uratowanie ludzi w Pradze od zarazy[5][6]
- 1683 – wygrana Odsiecz Wiedeńska[5]

### Kaznodzieje na pielgrzymce piekarskiej
- 1984 – abp Henryk Gulbinowicz z Wrocławia
- 1985 – bp Tadeusz Gocłowski z Gdańska
- 1986 – kard. Franciszek Macharski z Krakowa
- 1987 – bp Alfons Nossol z Opola
- 1988 – bp Stanisław Szymecki z Kielc
- 1989 – bp Władysław Ziółek z Łodzi
- 1990 – kard. Józef Glemp, prymas Polski
- 1991 – bp Zygmunt Kamiński ze Szczecina
- 1992 – abp Tadeusz Kondrusiewicz z Moskwy
- 1993 – abp Tadeusz Gocłowski z Gdańska
- 1994 – bp Szczepan Wesoły z Rzymu
- 1995 – bp Czesław Domin z Koszalina
- 1996 – kard. Miloslav Vlk z Pragi
- 1997 – bp Jan Śrutwa z Zamościa
- 1998 – bp Ignacy Jeż, emerytowany ordynariusz Koszalina
- 1999 – bp Wiktor Skworc z Tarnowa
- 2000 – kard. Henryk Gulbinowicz z Wrocławia
- 2001 – abp Szczepan Wesoły z Rzymu
- 2002 – bp Jan Wieczorek z Gliwic
- 2003 – abp Józef Życiński z Lublina
- 2004 – abp Józef Wesołowski z Kazachstanu
- 2005 – abp Józef Michalik z Przemyśla
- 2006 – kard. Stanisław Dziwisz z Krakowa
- 2007 – bp Edward Dajczak z Gorzowa
- 2008 – abp Kazimierz Nycz z Warszawy
- 2009 – bp Tadeusz Rakoczy z Bielska-Białej
- 2010 – kard. Joachim Meisner z Kolonii
- 2011 – bp Andrzej Czaja z Opola
- 2012 – abp Stanisław Budzik z Lublina
- 2013 – kard. Dominik Duka z Pragi
- 2014 – kard. Zenon Grocholewski, prefekt Kongregacji ds. Edukacji Katolickiej
- 2015 – kard. Gerhard Müller, prefekt Kongregacji Nauki Wiary
- 2016 – abp Wojciech Polak, prymas Polski
- 2017 – abp Józef Kupny z Wrocławia[7]
- 2018  – kard. Zenon Grocholewski, prefekt Kongregacji ds. Edukacji Katolickiej[8]

## Peregrynacja obrazu i nadanie Matce Boskiej patronatu nad miastem Piekary Śląskie

### Prośba o nadanie Matce Boskiej Piekarskiej patronatu nad miastem Piekary Śląskie
17 października 2013 roku podczas uroczystej sesji Rady Miasta Piekary Śląskie radni podjęli jednogłośnie uchwałę inicjującą procedurę przygotowań do nadania tytułu. Prezydent Miasta otrzymał od Rady Miasta upoważnienie do podjęcia działań w celu uzyskania zgody właściwych władz kościelnych. Pismo z prośbą o ustanowienie patronki Piekar Śląskich przesłał do Stolicy Apostolskiej arcybiskup Wiktor Skworc. Kongregacja Kultu Bożego i Dyscypliny Sakramentów na podstawie przesłanych dokumentów wydała stosowny akt w uroczystość świętej Barbary, patronki archidiecezji katowickiej, tj. 4 grudnia 2013 roku.

### Przebieg peregrynacji
3 września 2014 po mszy obraz został wyjęty z głównego ołtarza i postawiony przed ołtarzem soborowym, zaś w miejscu, gdzie do tej pory znajdował się obraz, powieszono jego kopię, która jest wykorzystywana w czasie pielgrzymek stanowych. Następnie obraz został przewieziony pod eskortą motocyklistów i policjantów do kościoła Matki Bożej Wspomożenia Wiernych w Dąbrówce Wielkiej, a tam, witany przez parafian, przebywał do dnia następnego.
Następnego dnia ikonę przewieziono do kościoła Najświętszego Serca Pana Jezusa w Brzezinach Śląskich, gdzie odbyła się uroczysta msza święta i całonocna adoracja obrazu.
5 września obraz został przewieziony do parafii w Kamieniu, gdzie odbyło się uroczyste przekazanie obrazu obok starej gminy. Obraz niesiony był ulicą biskupa Nankiera do kościoła, gdzie odbyła się msza święta. Mszę przed cudownym obrazem celebrowali wszyscy wikariuszowie posługujący niegdyś w parafii w Kamieniu.
Nazajutrz parafia św.św. ap. Piotra i Pawła przekazała obraz parafii w Szarleju, gdzie odbyła się uroczysta msza święta. Dzień później obraz został przekazany parafii w Kozłowej Górze, następnie parafii na Józefce.
Jako ostatnia obraz otrzymała parafia Świętej Rodziny, która następnie przekazała go bazylice.

### Uroczysta sesja rady miasta i nadanie tytułu
Podczas uroczystej sesji Rady Miasta abp Wiktor Skworc przekazał władzom samorządowym miasta dokument Kongregacji Kultu Bożego i Dyscypliny Sakramentów Stolicy Apostolskiej zatwierdzający wybór Najświętszej Maryi Panny pod tytułem „Matki Sprawiedliwości i Miłości Społecznej” jako Patronki u Boga Miasta Piekary Śląskie. Papież Franciszek w liście skierowanym do wiernych z racji tego święta napisał, że decyzja o tym szczególnym patronacie jest w rzeczywistości „Potwierdzeniem płynącego z wiary przekonania, jakie od pokoleń żywią mieszkańcy Piekar i całego Śląska, oraz doświadczenia stałej opieki i wstawiennictwa Piekarskiej Pani”. Po uroczystej sesji rady miasta Piekar Śląskich w Miejskim Domu Kultury radni, duchowni oraz mieszkańcy miasta udali się na mszę świętą do bazyliki Najświętszej Maryi Panny i Świętego Bartłomieja. Eucharystii sprawowanej w intencji mieszkańców miasta przewodniczył i wygłosił kazanie metropolita katowicki abp Wiktor Skworc. Na koniec liturgii prezydent miasta Stanisław Korfanty złożył podziękowania arcybiskupowi za osobiste zaangażowanie, które doprowadziło do szybkiego spełnienia prośby o nadanie Matce Bożej Piekarskiej tytułu patronki miasta.